# مردهراسی
مردهراسی یا آندروفوبی (به انگلیسی: Androphobia) یک نوع هراس غیرطبیعی و بی‌دلیل از مردها می‌باشد. مردهراسی ممکن است نتیجهٔ رویدادهای آسیب‌زایی باشد که شخص در گذشته متحمل شده‌است.